# Mines de Vetera
Les mines o meners de Vetera (o Batera o Betera segons quina en sigui la interpretació de l'etimologia) (mines de fer de Batère en francès) és una antiga explotació minera de la comuna de Cortsaví, al Vallespir, amb algunes altres mines del mateix jaciment als municipis de la Bastida i Sant Marçal, de la comarca del Rosselló, a la Catalunya del Nord.
Amb les de Vallestàvia, eren les úniques antigues mines de ferro dels Pirineus Catalans que subsistien en producció als anys 80 del segle xx. Són a l'oest de la Torre de Vetera, al vessant meridional del puig de l'Estela a unes altituds d'entre 1.100 i 1.600 metres, al massís del Canigó, amb altres mines, com les dites Meners de les Índies o les de la Pinosa, als entorns.

## Etimologia
Joan Coromines i Vigneaux explica l'origen de Batera, o Betera, a partir de diverses possibles interpretacions. D'una banda, Betera, esdevinguda Batera per dissimilació vocàlica (e - é > a - é) ja en època medieval, que vindria d'un ètim bet-, present en altres topònims pirinencs, com Batet, a la Garrotxa, que és el mateix del bedoll, arbre de muntanya. Tanmateix, Coromines també planteja un possible origen, que acaba descartant després de raonar-hi, en el llatí vallis vectaria (vall de la càrrega, o del transport), referit al tràfec que suposava l'extracció de mineral de les mines. Els autors, associats a l'IEC i a la Universitat de Perpinyà Via Domícia, del Nomenclàtor toponímic de la Catalunya del Nord opten per aquesta darrera interpretació, i donen per bona la forma Vetera.

## Història
Les mines havien estat explotades ja pels romans, i més endavant ho foren pels governs català i francès de forma esporàdica, fins que al segle xvi se'n reglamentaren concessions en parcel·les d'entre 5 i 57 hectàrees. La concessió principal, amb les mines dels Indis i de les Roques Negres, fou atorgada al marquès de Vogüe el 1830. El 1897, un mestre forjador d'Arles anomenat Monin adquirí aquestes darreres i s'anà fent amb deu explotacions més que hi limitaven, fins a assolir un domini total de 420 ha, que a l'any següent constituí el patrimoni fundacional de la nounada "Société Anonyme de Batère". La Societat, tot i passar per diverses mans, continuà explotant els jaciments durant vora un segle, fins que la producció s'interrompé definitivament l'1 de desembre del 1987.

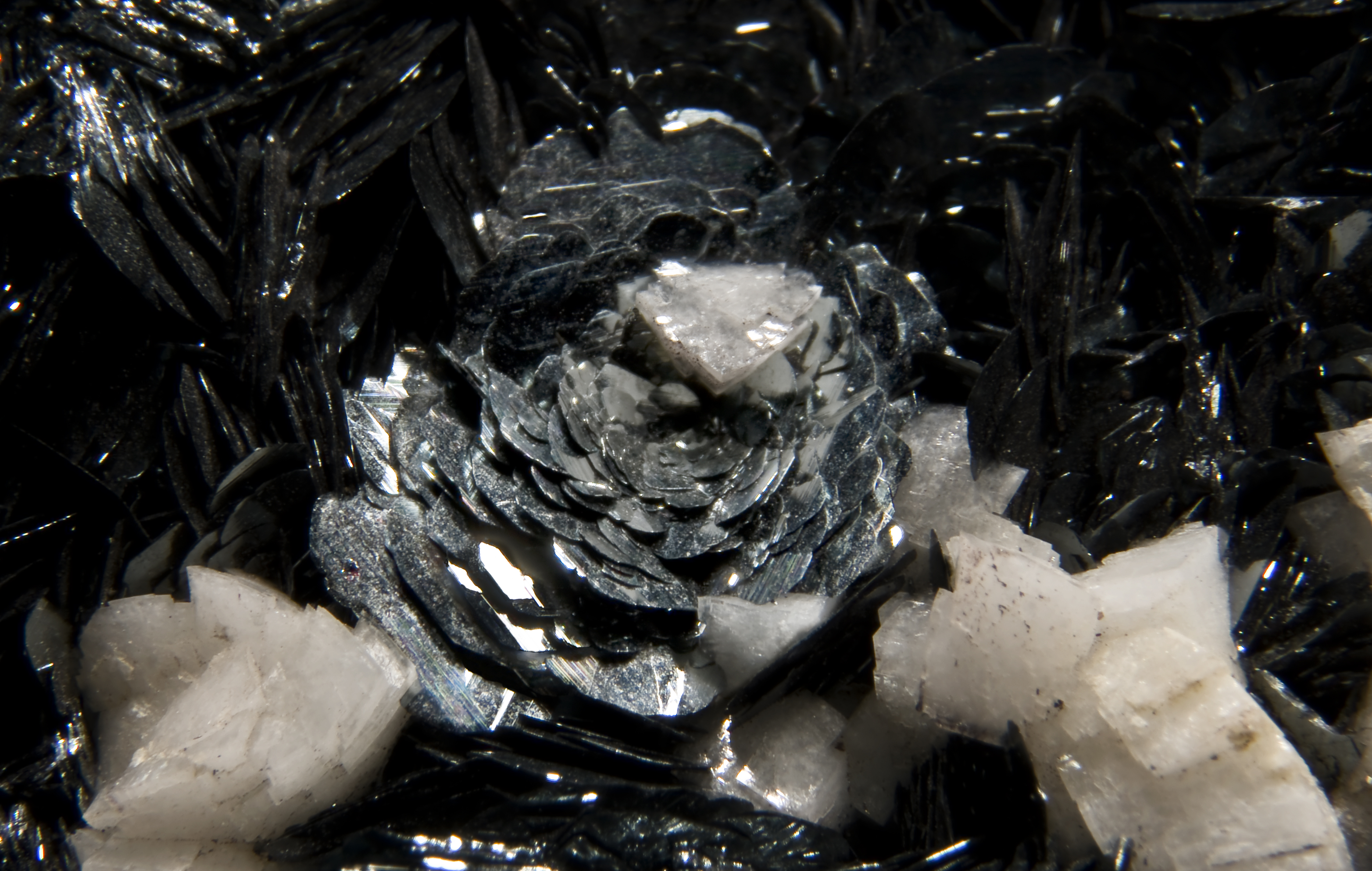
Hematites de Vetera en forma de rosa de ferro

## L'explotació
El mineral extret fou traslladat al fons de la vall, per a ser treballat o reexpedit, successivament a coll per humans, a llom de mules, amb carretes de bous i, finalment, amb el transbordador aeri que entrà en servei el 1900. D'una longitud d'entre set i deu quilòmetres, aquest baixava des dels 1.256 m de la mina als 270 d'Arles passant per dues estacions intermèdies. La pilona més alta feia 33 metres d'alçada, i la llum més gran entre dues pilones era de 63 m. Quan en va començar l'explotació, la producció, d'entre 90.000 i 140.000 tones anuals, era transportada mitjançant les vagonetes aèries fins a Arles. El mineral es carregava a l'estació d'Arles (línia Elna-Arles) i era portat a destinació per via fèrria o per vaixell; en aquest darrer cas, s'embarcava a Argelers. L'estació d'Arles, però, deixà de funcionar ran de la catastròfica inundació de l'octubre del 1940: les malvestats que causà feren que el ferrocarril abandonés totalment el tram a partir de l'estació dels Banys d'Arles. Durant un temps, fins als anys 1972-1975, es feu un trànsit de mineral de ferro que es carregava al túnel de l'entrada dels Banys d'Arles. Posteriorment es portava el mineral en camions a l'estació de Ceret, on es carregaven els vagons mitjançant una cinta contínua.

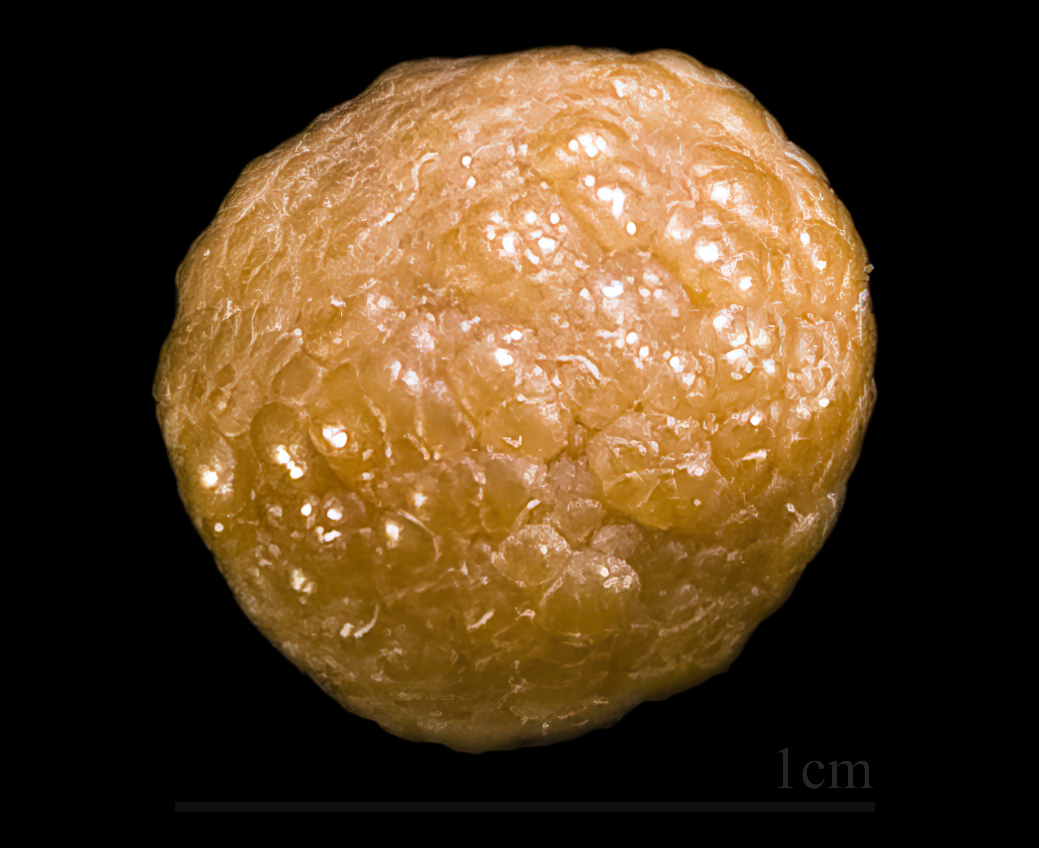
Siderita de Vetera, variant Esferosiderita

A 1.530 m d'altitud es construïren uns primers forns de processament, juntament amb unes sitges i una cantina per als treballadors. El 1915, però, el cost que representava dur muntanya amunt el carbó per als forns feu que aquests es traslladessin a Arles, on una petita indústria metal·lúrgica subsistiria fins al 1932. L'any 1953 es va construir una petita colònia de treballadors al nivell 1450, amb una cantina i una escola amb mestre, i l'any següent era el primer lloc dels Pirineus Orientals a tenir televisió. La travessia per dins de la muntanya es feu realitat l'any 1958, a la cota 1276, quan els seus catorze quilòmetres de galeries s'uniren a la mina de la Pinosa, al municipi de Vallmanya. El 1977 s'abandonà la colònia i, temps després, a l'edifici principal d'aquesta s'hi obrí un alberg de muntanya.
La producció va ser irregular al llarg del segle xx. El 1921, la crisi del "Centre Métallurgique du Midi" feu que s'hagués d'interrompre l'extracció, que només es reprendria de forma vacil·lant a partir del 1927. L'inici de la Segona Guerra Mundial el 1939 tornà a aturar les activitats, i les inundacions del 1940 amb les seves destrosses perjudicaren novament l'explotació. La producció, que era de 885.672 tones abans del 1940, passà a ser de 927.496 tones en el període 1940 a 1950, 1.429.283 de 1950 a 1968 i de 2.200.041 entre 1968 i 1969, quan començà a declinar fins al tancament definitiu el 1987.

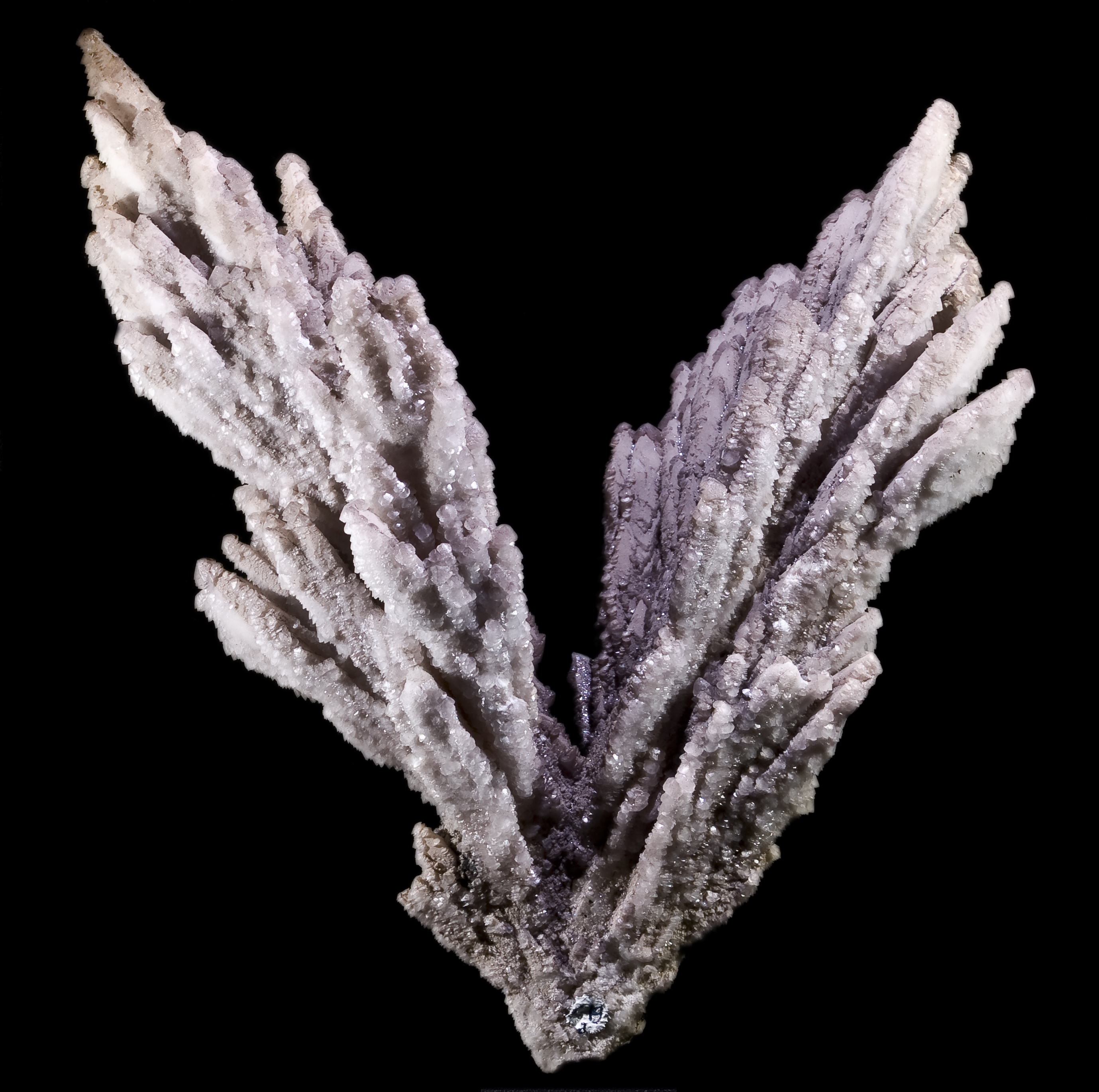
Cristalls de calcita de les mines de Vetera amb forma d'ales d'àngel

## Mineralogia
A les mines de Vetera s'han descrit fins a 24 espècies minerals diferents: almandina, ankerita, aragonita, bournonita, calcita, calcofanita, calcopirita, diòpsid, dolomita, epidota, esfalerita, flogopita, galena, guix, hematites, magnetita, manganita, palygorskita, pirita, quars, rancieïta, siderita, sil·limanita i smithsonita. També s'hi han trobat escapolita, monazita i minerals del grup de la clorita, tot i que no han pogut ser certificada la seva presència mitjançant anàlisi.